# Grand-Camp (Sena Marítimo)
Grand-Camp é uma comuna francesa na região administrativa da Normandia, no departamento de Sena Marítimo. Estende-se por uma área de 4,91 km². Em 2010 a comuna tinha 749 habitantes (densidade: 152,5 hab./km²).